# Система нумерации почтовых марок
Нумерация почтовых марок каждой страны в последовательном порядке уже давно является традиционным методом однозначной идентификации филателистами почтовых марок. Например, почтовой маркой Норвегии № 1 является синяя марка номиналом в 4 скиллинга, выпущенная в 1855 году, и т. д.

## Проблемы нумерации
Существующая и кажущаяся прямолинейной система нумерации сразу же сталкивается с трудностями, которые разными каталогами почтовых марок решаются по-разному.
Трудности обусловлены тем, что в процессе каталогизации марок необходимо выяснить следующие моменты:
- Что является «страной»?
- Что является почтовой маркой?
- Что является различимым типом почтовой марки?
- Что делать, если в один день выпускается несколько почтовых марок?
- Что делать, если дата почтовой эмиссии неизвестна?
- Что делать, если почтовые марки из одной серии выходят по одной время от времени, а в промежутках появляются другие коммеморативные марки?
- Следует ли группировать вместе почтовые марки специального назначения?

Несмотря на то, что определение «страны» может показаться очевидным, есть случаи оккупации одной страны другой страной, случаи выпуска марок восставшими территориями, воссоединения стран, а также выпуска какими-то регионами собственных почтовых марок по той или иной причине. Классическим примером служит Германия, которая возникла после объединения множества небольших субъектов, затем была поделена на несколько оккупационных зон после окончания Второй мировой войны, затем разделилась на Западную, Восточную Германию (ГДР) и Западный Берлин, а впоследствии снова объединилась. В каталогах Западная Германия обычно рассматривается как часть единой последовательности под именем «Германия», а восточногерманским и западноберлинским маркам присвоена самостоятельная нумерация.
Определение «почтовой марки» также представляет определённую проблему для составителей каталогов. К примеру, в некоторых странах выпускаются марки с фиктивным гашением, претендующие на звание почтовой марки, но на которых гашение наносится прямо в типографии и которые сразу же отгружаются торговцам марками, никогда даже не попадая в открытую продажу на почте для наклейки на почтовые отправления. Вопрос, как относиться к таким выпускам, уже давно дискутируется филателистическим сообществом, и каталоги почтовых марок совершенно по-разному решают вопрос об их каталогизации. Сюда же примыкает и вопрос небольшого числа очень редких почтовых марок, которые могут быть просто старыми фальшивками, но могут быть и настоящими. Присвоение таким маркам номера или лишение их собственного номера является важным шагом в части наличия у филателистического сообщества консенсуса в отношении их подлинности.
Филателисты обычно выявляют больше разновидностей марок, чем выпустившие их государства. Часто официально не признаются различия в зубцовке, водяных знаках, а также ошибки печати. В ряде случаев не сохранилось сведений даже о дате первой эмиссии какой-нибудь почтовой марки.
Уже давно практикуется выпуск нескольких марок в один день, но обычно эти марки были разных номиналов, что давало возможность присваивать им номера в порядке увеличения номиналов. Однако в последнее время стал обычной практикой выпуск группы марок похожего рисунка, но с одинаковыми номиналами в один и тот же день, что вызывает сложности с порядком их нумерации.
Наконец, почтовые марки стандартной серии обычно выпускаются по одной или по несколько штук за один раз, по мере изменения почтовых тарифов. По логике, они являются частью одного выпуска, который объединяет единообразие оформления и последовательность номиналов, даже несмотря на то, что с момента выхода первой марки серии до даты появления последней марки серии может пройти 10 и более лет. Аналогичную аргументацию можно привести и в отношении почтовых марок специального назначения, таких как авиапочтовые или доплатные марки.

## Системы нумерации

### Каталожные
Нумерация марок не может быть чисто механической процедурой — всегда это сложное предприятие, требующее принятия определённых оценочных решений.
Со временем номера почтовых марок становятся удобным коротким обозначением, понятным коллекционерам и филателистическим дилерам. Например, в США номер по Скотту «C3a» мгновенно распознаётся как «Перевёрнутая Дженни».
В системе нумерации каталога «Скотт» (которая, к слову сказать, защищена авторским правом) обычные номера присваиваются простым почтовым маркам, а специальным маркам присваиваются номера с префиксами из заглавных букв латинского алфавита: префикс «B» служит для обозначения полупочтовых выпусков (англ. semi-postals), а префикс «C» — для обозначения авиапочтовых выпусков. Номера, как правило, идут в последовательном порядке. Среди номеров более старых марок встречаются пропуски в случае, когда некоторые пронумерованные марки были впоследствии перенумерованы, а среди более новых марок — в случае, когда составители каталога зарезервировали некоторые номера, предполагая выпуск дополнительных марок в составе какой-либо серии. В случае, когда выходит большее число марок, чем ожидалось, «Скотт» добавляет заглавную латинскую букву после цифр номера; либо, если изменение недавнее, будут изменены номера почтовых марок.
Разновидности марок, такие как различия в оттенке цвета или ошибки печати, обозначаются строчной буквой. Например, приведённый выше номер «C3a» указывает на разновидность (в данном случае — ошибку печати) третьей (по порядку) авиапочтовой марки США.
В каталогах «Стэнли Гиббонс» (Великобритания), «Ивер» (Франция) и «Михель» (Германия) применяются различные способы нумерации простых и специальных почтовых марок, а также придаётся разное значение маркам с различиями в бумаге, зубцовке, водяном знаке и прочим.
Из-за коммерческой значимости издатель каталога «Скотт» заявляет, что система нумерации «Скотта» охраняется авторским правом, и выдаёт очень ограниченное число разрешений на использование этой системы третьими лицами. Непоследовательность приведения в исполнение издателем каталога «Скотт» таких разрешений привела к предъявлению иска о нарушении авторских прав к издательству Krause Publications, которое печатает каталог «Минкус». После подачи издательством Krause возражения по иску между истцом и ответчиком было заключено мировое соглашение, и издательство Krause продолжило ссылаться на нумерацию каталога «Скотт». Высказывались предположения, что «Скотт» потерпел неудачу. Предпринимаемые филателистами попытки создания альтернативной нумерации пока что не принесли успеха.

### Официальные
В целом, государства не пытались сами нумеровать собственные почтовые марки. Заметным исключением здесь является Китайская Народная Республика, которая наносит на большинство выпускаемых марок обозначение уникального номера, начиная с 1949 года.
В 2002 году в рамках усилий по борьбе с так называемыми «незаконными почтовыми марками» Всемирный почтовый союз (ВПС) внедрил Систему нумерации ВАРФ (WNS) для новых почтовых марок, выпускаемых государствами-членами ВПС.